# 水前寺江津湖公園
水前寺江津湖公園（すいぜんじえずここうえん） は、熊本県熊本市の江津湖を中心とする都市公園（広域公園）である。いくつかに分かれて指定されていたものを再構成し、1966年12月24日に開設された。

## 概要
江津湖周辺と水前寺成趣園周辺の一部を含んだ大規模な公園で、日本の都市公園100選の一つに選定されている。
- 水前寺地区
  - 旧熊本市立体育館跡地が再整備された公園。1周およそ200メートルの園路と芝生の広場がある。電車通りを挟んで児童公園を含み、児童公園側では幼児向けプールが夏季に開かれる。また加勢川沿いに江津湖へ進む園路の出発点となっている。
- 出水地区
  - 加勢川沿いの公園。熊本県立図書館周辺に位置し、芭蕉園、日本庭園（旧細川内膳家砂取庭園）があり、芭蕉園周辺の湧水地では5月から6月にかけてホタルが出現する。
- 上江津地区
  - 上江津湖全域を含む湖岸の公園。3か所の駐車場、広場、民間運営によるボート小屋があり、江津湖を訪れてボートを漕ぐ場合は上江津湖側が一般的である。県立図書館側に通称「ぞうさんプール」と呼ばれる湧水地があるほか、神水苑側にある細川藩家老有吉家邸宅跡にも湧水による親水空間がある。
- 下江津地区
  - 下江津湖左岸の公園。遊歩道とサイクリングロードが並立し、上江津湖と下江津湖を繋ぐ。熊本市動植物園南門入口、熊本県ボート協会専用ボート施設等がある。
- 広木地区
  - 下江津湖湖岸の公園。広範に芝生が広がり、湧水による水路・広場、幼児向けの遊具施設等が整備されている。水前寺江津湖公園の管理事務所が置かれている。

- その他公園周辺
  - 水前寺地区には、水前寺成趣園、熊本洋学校教師館ジェーンズ邸が、下江津地区には、庄口公園運動施設、熊本市上下水道局の健軍水源地、熊本市動植物園が隣接する。

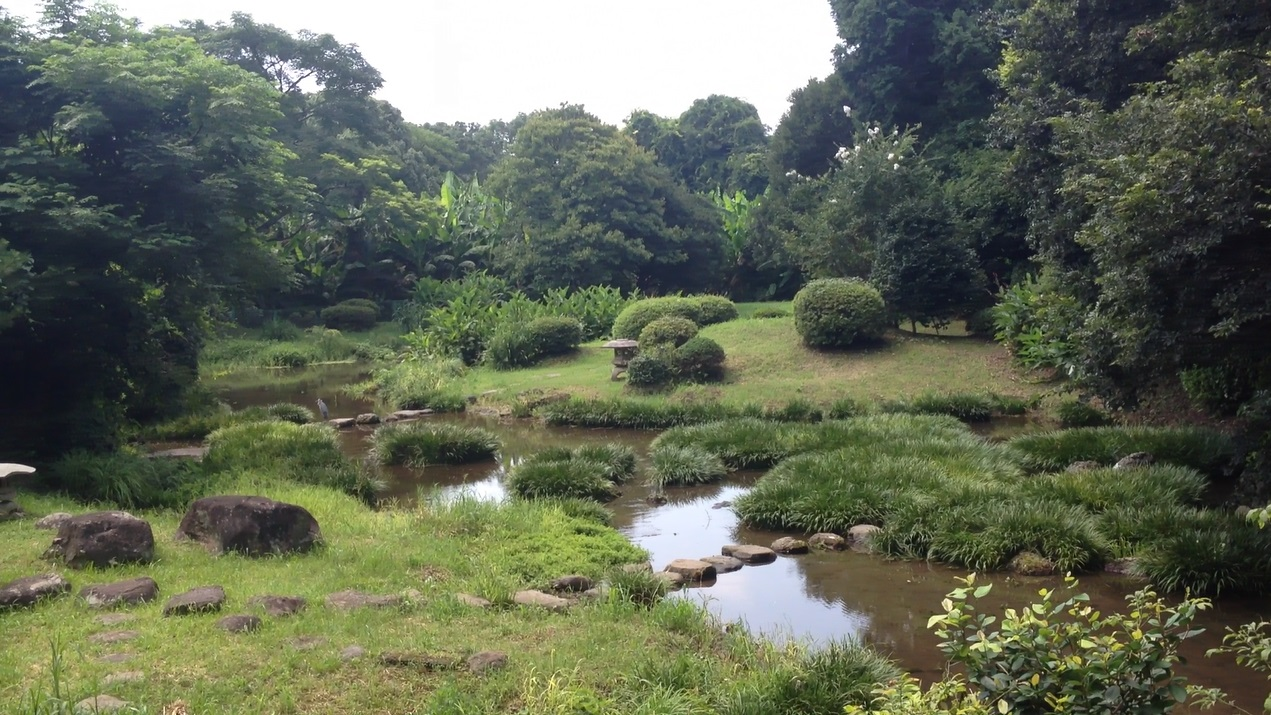
出水地区・日本庭園（旧砂取庭園跡）
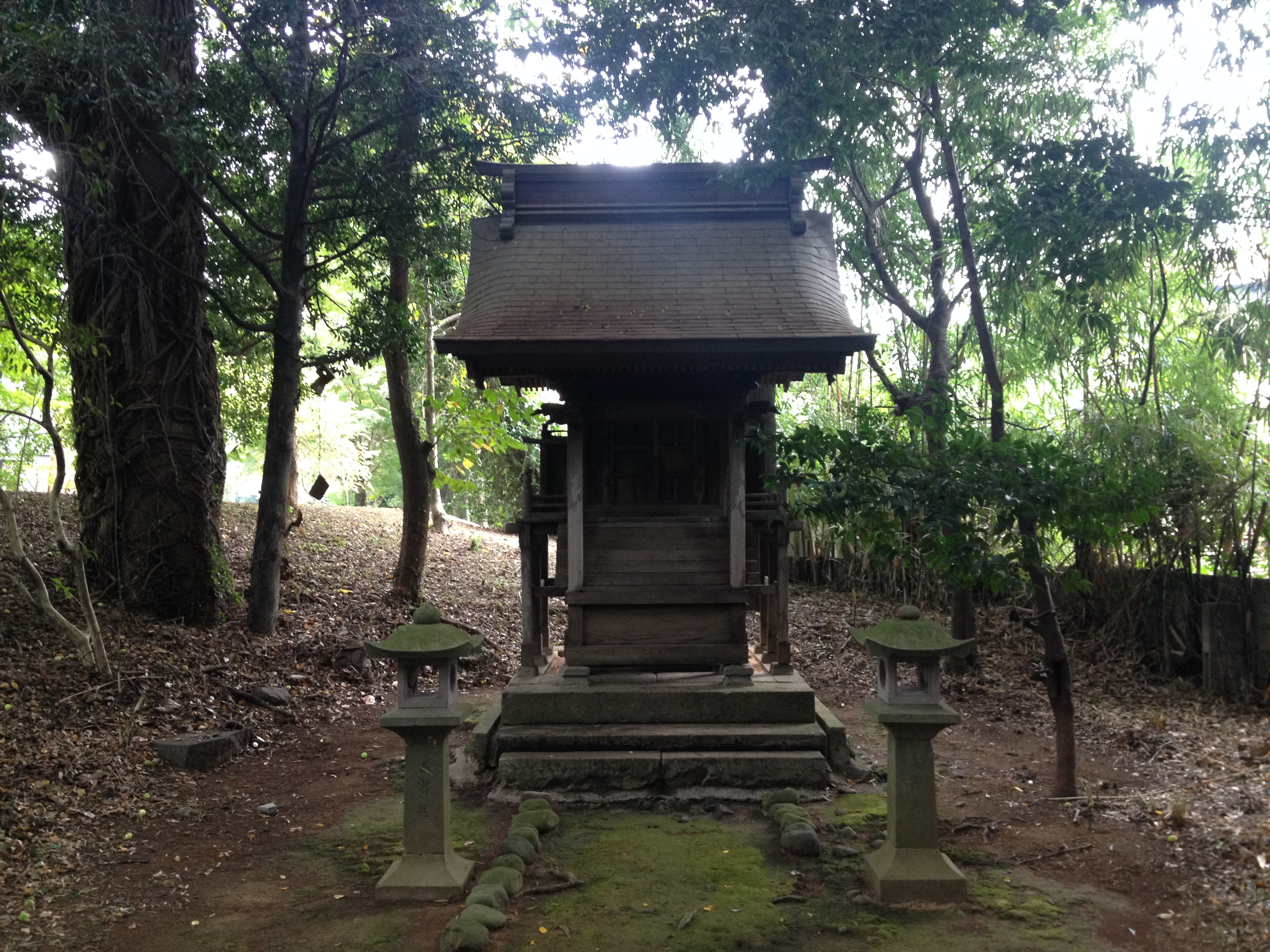
出水地区・希首座の祠（旧砂取庭園裏）
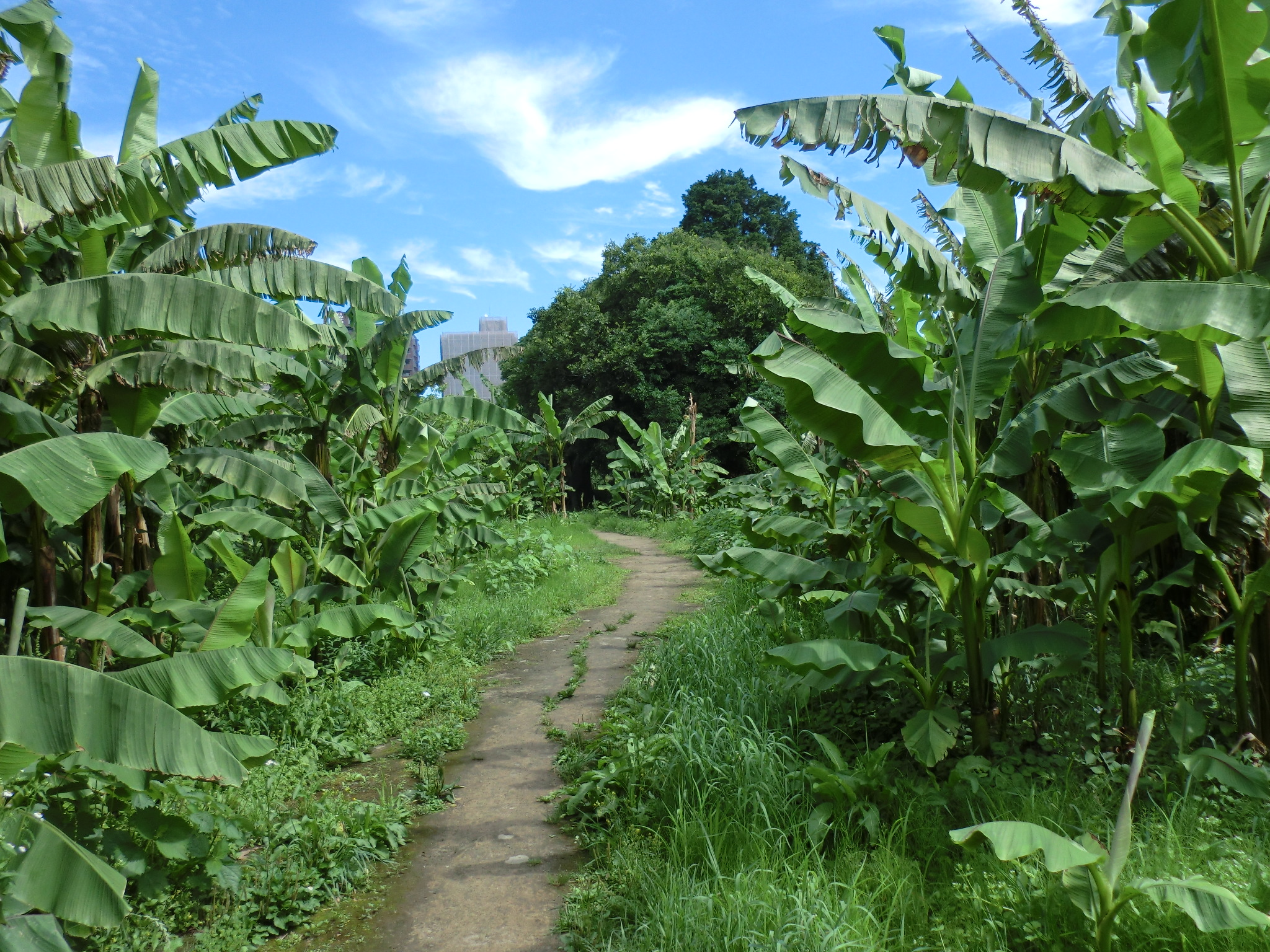
出水地区・芭蕉園
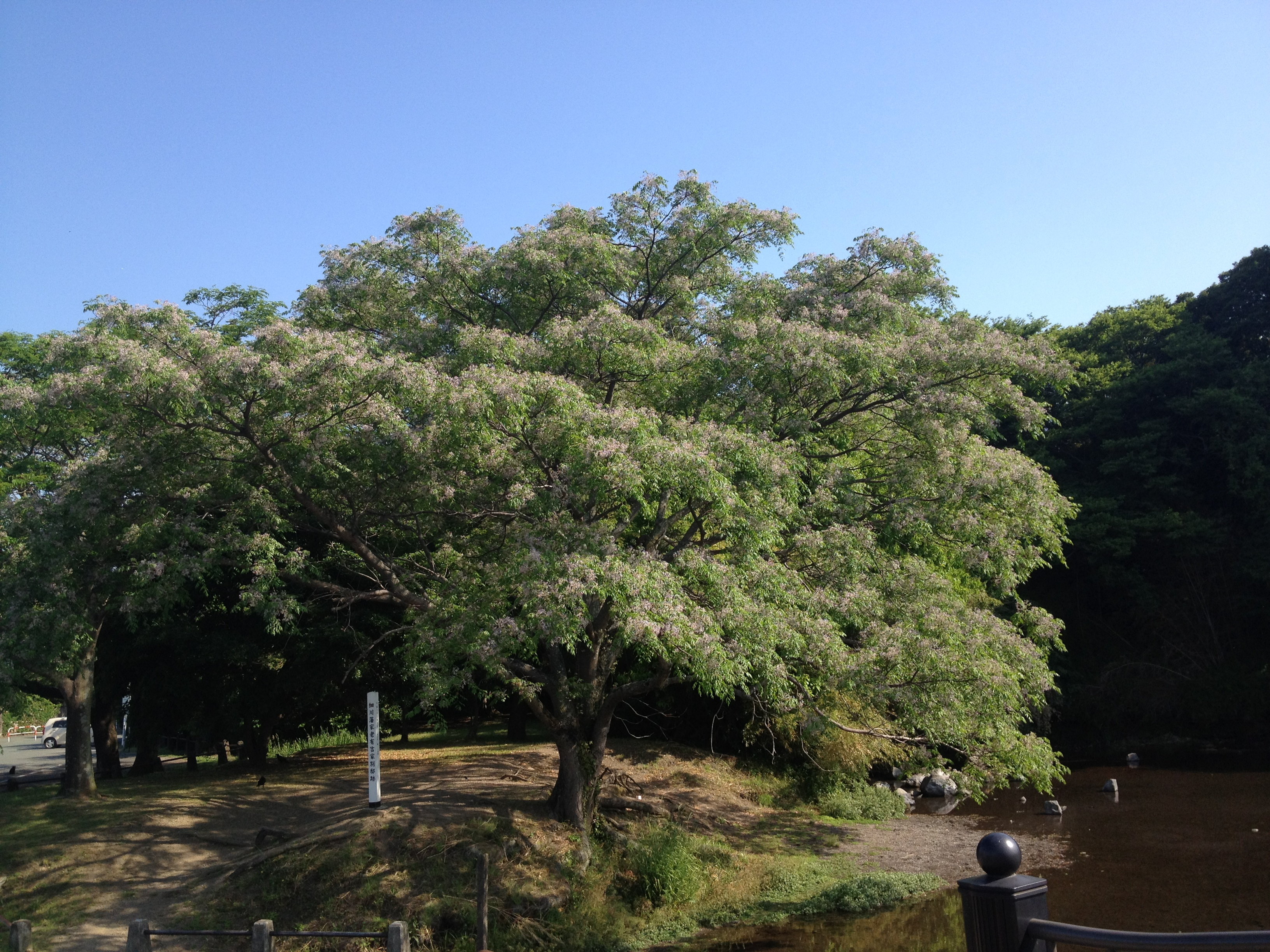
上江津地区・細川藩家老有吉家別邸跡
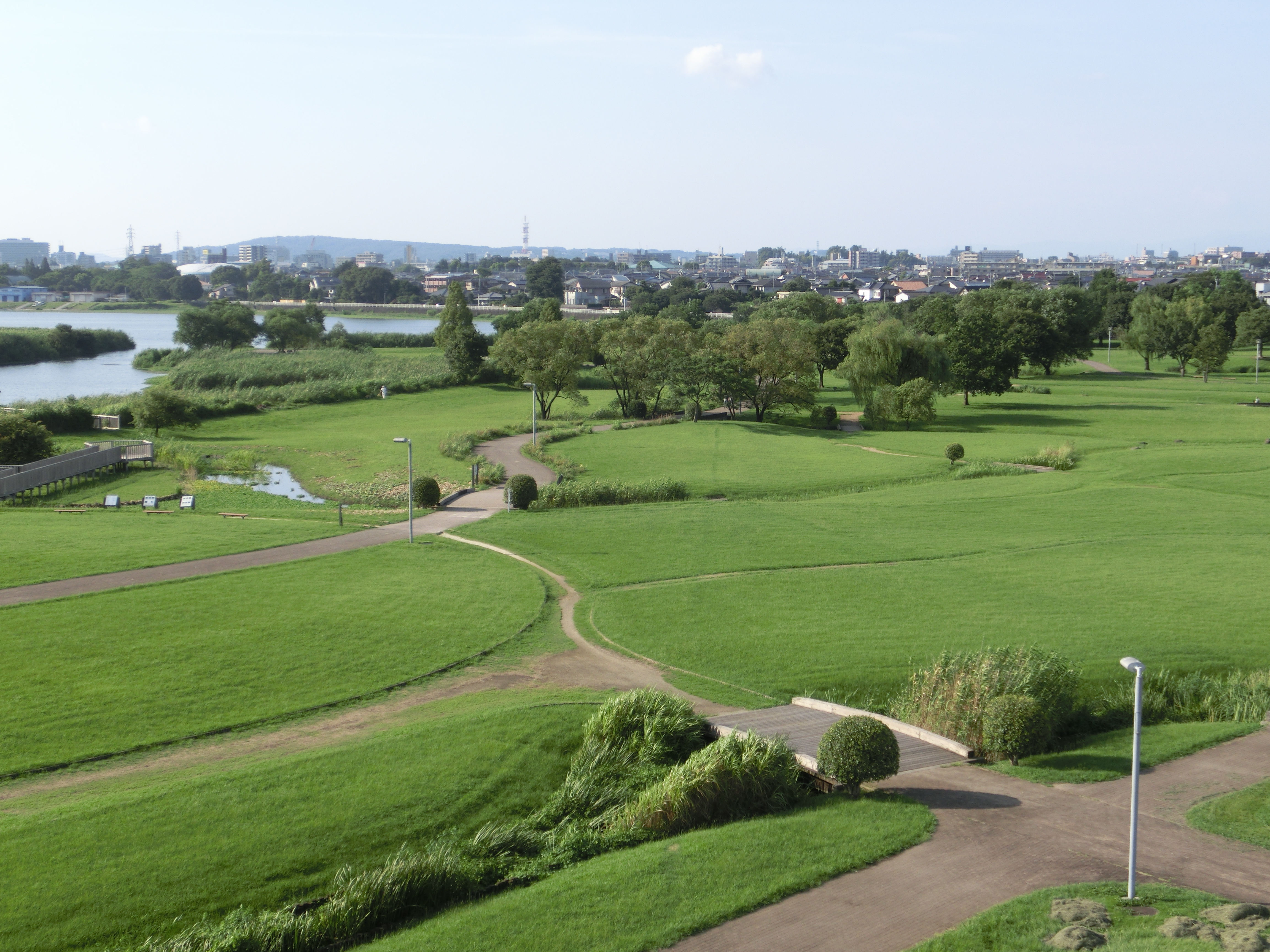
広木地区・景観
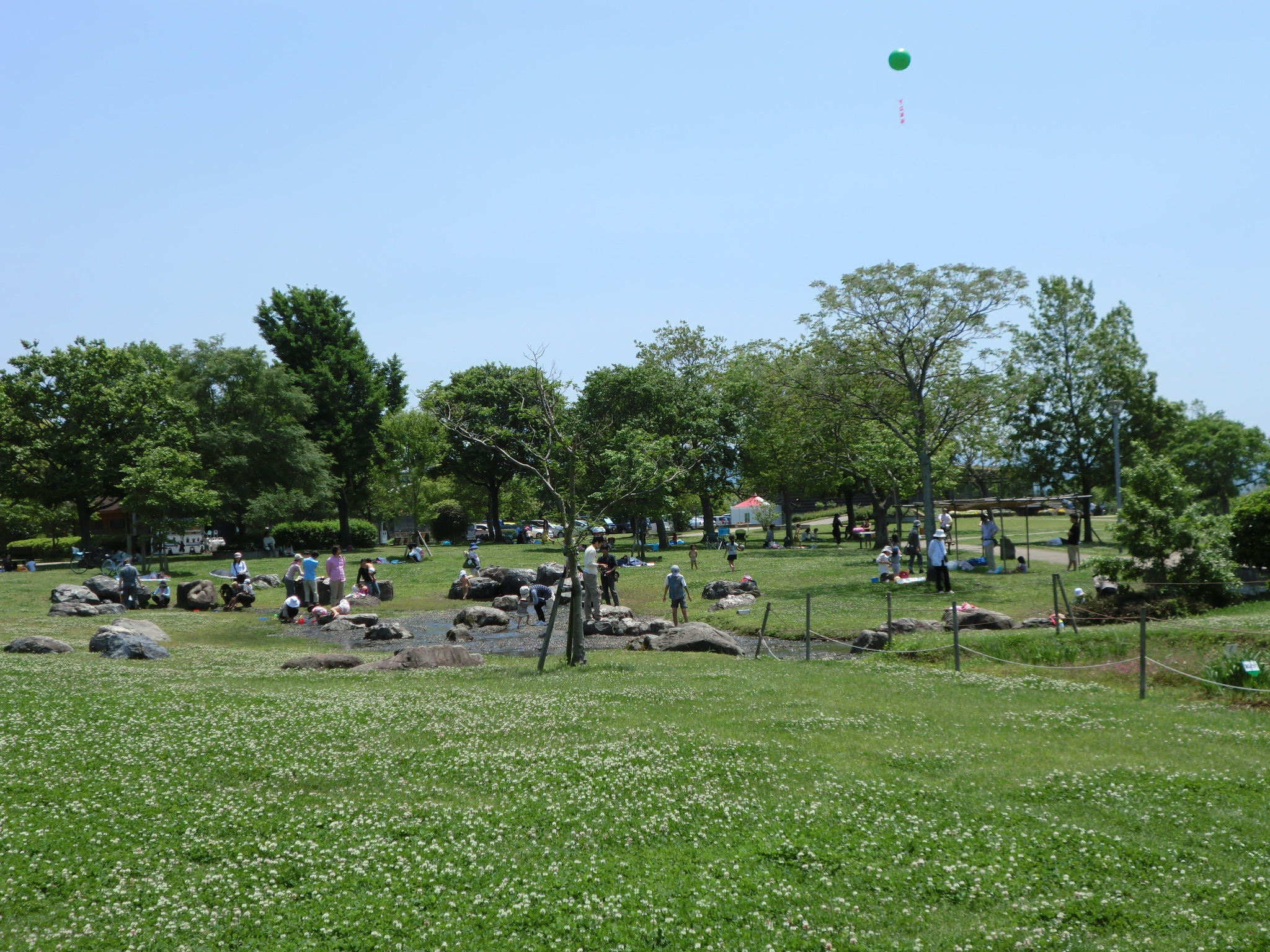
広木地区・湧水広場

## 管理事務所所在地
- 住所：熊本県熊本市東区広木町935-1

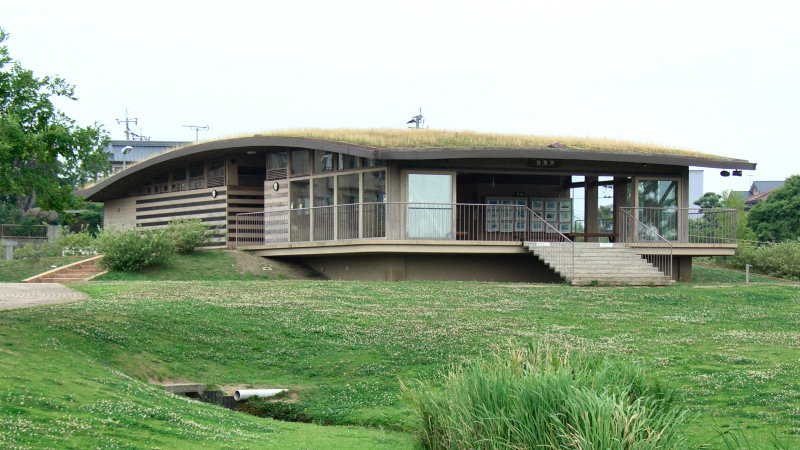
水前寺江津湖公園管理棟

- 一般社団法人熊本市造園建設業協会が指定管理者となっている。

## 交通
周辺は住宅街であることや幹線道路が貫いていることから、多くの公共交通機関が利用できる。

### 道路
- 国道57号 熊本東バイパス - 上江津地区左岸に接する。
- 熊本県道28号熊本高森線 - 水前寺地区を通る。
- 熊本県道236号神水川尻線 - 東バイパスから分かれて進み、下江津地区、広木地区に接する。

### 路面電車
- 熊本市電
  - 水前寺公園電停 - 水前寺成趣園の最寄り。
  - 市立体育館前電停 - 上江津湖・上江津地区まで徒歩約8分。
  - 八丁馬場電停 - 上江津湖・上江津地区まで徒歩約3分。
  - 動植物園入口電停 - 下江津湖・下江津地区まで徒歩約5分。
  - 健軍町電停 - 下江津湖・広木地区まで徒歩約15分。

### 路線バス
- 熊本市電と同じルートを走る路線や、水前寺公園周辺を走る路線、江津湖右岸に沿って走る路線などがある。

### 駐車場
- 公園内無料駐車場が上江津地区に3ヶ所、広木地区に1ヶ所存在し、利用時間が定められている。 
  - 大曲駐車場 - 上江津地区右岸の駐車場。付近にボート小屋がある。
  - 神水駐車場 - 上江津地区左岸の駐車場。目の前に湧水地が広がる。
  - 市民病院前駐車場 - 上江津地区左岸の駐車場で駐輪場も併設してある。
  - 広木駐車場 - 広木地区の駐車場で、園内駐車場では最も広い。

## イベント
1978年、第1回火の国まつりにおいて「TKU納涼花火大会」が上江津湖畔で開催され、以後、2005年に花火大会の開催場所が藤崎台県営野球場に移るまで行われていた。その後、2015年に「江津湖花火大会」として復活し、以降も開催されている。